# Bernhard Grzimek
Bernhard Klemens Maria Hoffbauer Pius Grzimek, född 24 april 1909 i Neiße, Övre Schlesien, död 13 mars 1987 i Frankfurt am Main, var en tysk zoolog samt TV- och radiomoderator.

## Biografi
Grzimek var som etolog och veterinär flera år direktor för Zoo Frankfurt. Han skrev ett flertal zoologiska avhandlingar där en encyklopedi med hans namn är den mest kända. 
Tillsammans med sin son Michael gjorde Grzimek också olika dokumentärfilmer om djur, som Ingen plats för vilda djur (1956) och Serengeti skall icke dö (1959), som var den första tyska filmen efter andra världskriget som fick en Oscar. Några av de första verken utgav han under pseudonymen Clemens Hoffbauer.